# Шютте (болезнь хвойных деревьев)
Шю́тте — группа заболеваний хвойных деревьев. Вызывается грибом. Название происходит от нем. schütten — осыпаться. Особенно опасно для молодых неокрепших деревьев (представляет наибольшую угрозу питомникам, лесному самосеву и подросту). Поражение в первые три года жизни почти наверняка приводит к гибели дерева.

## Разновидности
Болезнь имеет несколько разновидностей, которые вызывают разные возбудители.
- Обыкновенное (детское) шютте сосны. Вызывается грибом Lophodermium seditiosum. Гриб Lophodermium pinastri является вторичным патогеном. Чаще всего заболевание поражает сосны обыкновенную и кедровую сибирскую. Поражаются сеянцы в питомниках, саженцы и подрост сосны в основном до восьмилетнего возраста. Летальность для деревьев моложе двух лет близка к 100 %.
- Снежное шютте. Возбудитель — гриб Phacidium infestans, возникает при большой высоте снежного покрова и развивается под снегом. Поражённая хвоя под снегом имеет бледно-оливковую или «мраморную» окраску. Развитию болезни способствует затяжная весна, тёплая малоснежная зима, моросящие дожди. Может поражать также ель, можжевельник, реже другие роды хвойных[1].
- Серое шютте. Возбудитель — гриб Hypodermella sulcigena. Поражает растения преимущественно 3—10-летнего возраста.
- Бурое шютте. Вызывается плесневым грибом Неrpotrichia nigra. Распространено большей частью в горных районах, но встречается и в питомниках. Может развиваться под снегом, но только при положительной температуре.
- Шютте можжевельника. Вызывается грибом Lophodermium juniperinum. Растение может обрастать грибами размером до 1,5 мм, выживающими при низких температурах.
- Шютте ели. Вызывается грибом Lophodermium macrosporum. Наиболее распространена в северной части ареала ели. Заражение происходит весной.
- Шютте (мериоз) лиственницы. Вызывается грибом Meria laricis. Через две недели после появления хвои можно заметить первые признаки заболевания — образование бурых пятен, которые со временем разрастаются и, сливаясь, покрывают всю поверхность хвои. Гриб не виден невооружённым глазом, но после обработки раствором перманганата калия можно заметить параллельные ряды чёрных точек небольшого размера[2].
- Шютте лиственницы. В отличие от предыдущего, вызывается грибом Hypodermella laricis.

Заражение происходит через хвою (в том числе опавшую) и проявляется, прежде всего, в виде чрезмерного потемнения (изменения цвета) хвои и её быстрого опадания.

## Профилактика и лечение
Лучшее лечение – это предупреждение заболевания, поэтому при шютте меры борьбы направлены на недопущение возникновения грибковых патологий хвои.
Профилактические меры при лесопосадке заключаются в создании посадок в местах, где достаточно солнечного света, посадке сеянцев не слишком близко друг к другу, если есть возможность — ускорении весеннего таяния снега. Стоит также немедленно уничтожать погибшие растения и удалять повреждённые части ветвей. Обязателен сбор заражённой хвои
Лечение производится при помощи разбрызгивания специальных растворов в состав которых входят соединения серы и меди (фунгициды). Это следует делать как поздней осенью, так и сразу после схода снега. Весною также с периодичностью раз в 10-12 дней можно применять другие препараты, например Фундазол (0.2 %). Если признаки болезни до конца не ушли, то стоит повторить курс лечения в летний период.
Обработки медьсодержащими и серными растворами в весенний и осенний периоды в питомниках снижают риск развития заболеваний шютте
Для сосен в лечении также может оказаться полезным метод стволовой инъекции.